# 913

## Събития
- Юли – Август – България става царство.

## Починали
- 6 юни – Александър, византийски император